# Spano Island
Spano Island ist eine kleine Felseninsel im Archipel der Windmill-Inseln vor der Budd-Küste des ostantarktischen Wilkeslands. Sie liegt 800 m nördlich des westlichen Endes der Insel Herring Island.
Die Insel wurde anhand von Luftaufnahmen der US-amerikanischen Operation Highjump (1946–1947) und Operation Windmill (1947–1948) kartiert. Das Advisory Committee on Antarctic Names benannte sie 1963 nach Angelo F. Spano (1929–2005), Meteorologe auf der Wilkes-Station im Jahr 1960.